# Lasioglossum nomion
Lasioglossum nomion är en biart som beskrevs av Ebmer 1998. Lasioglossum nomion ingår i släktet smalbin, och familjen vägbin. Inga underarter finns listade i Catalogue of Life.